# 워낭소리
《워낭소리》는 이충렬 감독이 제작한 다큐멘터리 독립 영화이다. 2009년 1월 15일에 개봉했다. 경북 봉화 산골의 노인 부부와 그들이 키우는 나이 먹은 일소의 마지막 몇 년간의 생활을 담았다. ‘워낭’은 부리는 소나 말의 턱 밑에 매어 놓는 방울을 뜻한다.
6개의 개봉관에서 시작한 《워낭소리》는 점차 상영관을 늘려 개봉 19일째인 2월 3일에 관객 10만명, 37일째인 2월 19일에는 100만명, 46일째인 3월 1일에는 200만명을 돌파, 한국 독립영화 사상 최고 기록을 경신하고 총 관객수 292만명을 기록하였다..
영화의 인기와 함께 출연자에 대한 과도한 관심과 독립영화의 제작 여건이 문제점으로 부각되기도 하였다.

## 줄거리
평생 땅을 지키며 살아온 농부 최노인에겐 40년을 부려온 소 한 마리가 있다. 소의 수명은 보통 15년, 그런데 이 소의 나이는 무려 마흔 살. 살아 있다는 게 믿기지 않는 이 소는 최노인의 베스트 프렌드이며, 최고의 농기구이고, 유일한 자가용이다. 귀가 잘 안 들리는 최노인이지만 희미한 소의 워낭 소리도 귀신같이 듣고 한 쪽 다리가 불편하지만 소 먹일 풀을 베기 위해 매일 산을 오른다. 심지어 소에게 해가 갈까 논에 농약을 치지 않는 고집쟁이다. 소 역시 제대로 서지도 못 하면서 최노인이 고삐를 잡으면 산 같은 나뭇짐도 마다 않고 나른다. 무뚝뚝한 노인과 무덤덤한 소. 둘은 모두가 인정하는 환상의 친구다. 그러던 어느 봄, 최노인은 수의사에게 소가 올 해를 넘길 수 없을 거라는 선고를 듣는다.

## 출연진
최원균, 이삼순, 소(누렁이)

## 수상 경력
- 2008년 부산국제영화제 PIFF메세나상 수상(다큐멘터리 부문 최우수상)
- 2008년 서울독립영화제 관객상 수상
- 2009년 선댄스영화제 월드다큐멘터리 경쟁부문 진출
- 제2회 한국독립PD상 특별상 수상[4]
- 2009년 백상예술대상 신인감독상 수상
- 2010년 맥스무비 최고의 영화상 최고의 작품상, 최고의 포스터상 수상

## 같이 보기
- 소
- 한우
- 독립영화